# Johil de Oliveira
Johil de Oliveira (Maricá, Río de Janeiro; 7 de agosto de 1969) es un artista marcial mixto brasileño, conocido por su participación en eventos de Vale Tudo, como lo son el WVC o IVC, pero mayormente reconocido por su participación en los primeros eventos de Pride Fighting Championship. Llamado el "Samurai de Fuego" o "Samurai do Fogo", el ha sido uno de los máximos representantes de la Luta Livre a nivel de Brasil y mundial, junto a luchadores como Marco Ruas, Alexandre Franca Nogueira y Hugo Duarte.

## Carrera en artes marciales mixtas
de Oliveira hizo su debut en las Artes Marciales Mixtas en la primera edición de "Gaisei Challenge Vale Tudo" en Rio de Janeiro, con una victoria sobre Paulo de Jesus. En su siguiente pelea, se enfrentó al Protegido de Carlson Gracie, Crezio de Souza en Duelo de Titas. A pesar de casi derrotar a de Souza via Knockout, de Oliveira fue derrotado en el primer Round via sumisión.
Después de esta derrota, de Oliveira comenzó a hacerse un nombre como uno de los mejores peleadores que había en el Brasil al ser victorioso en dos torneos, BVF 2 y BVF 6. Él ganó cuatro de esas peleas por sumisión. Durante esa época, de Oliveira fue parte de la tercera edition de Extreme Fighting, empatando con John Lewis y derrotando en Japón a Akira Nagase, via (puñetazos). Cabe mencionar de que también peleo y fue vencedor de varias "Super Fights" en Universal Vale Tudo. En el año 1997, fue invitado a pelear en el torneo que se estaría realizando en la cuarta edición del prestigioso torneo de Vale Tudo, World Vale Tudo Championship. Siendo un peleador sustituto, derrotó a Koji Lierman via Rear naked choke y pasando a reemplazar en las semifinales a Rick Lucero para enfrentarse a José Landi-Jons, más conocido como Pelé. A pesar de ser mucho más liviano que su rival, de Oliveira derribo a Landi-Jons, buscando administrar la estrategia del ground and pound hacia su rival. Dicha estrategia fue exitosa, ya que de Oliveira defendió todos los ataques de su rival al mismo tiempo que pudo realizar sus ataques, logrando un récord que se mantiene hasta el día de hoy de 98 cabezazos durante una pelea. A pesar de haber salido victorioso y darle a Landi-Jons su primera derrota, de Oliveira se tuvo que retirar de su siguiente pelea debido al daño que recibió en su pelea contra Landi-Jons. Hay que mencionar que fue clasificado como el Welterweight número uno por un periodo de tiempo por la revista Brasileña Tatame.

### International Vale Tudo Championship
Luego de su paso por el World Vale Tudo Championship, de Oliveira comenzó a pelear en el prestigioso evento, International Vale Tudo Championship, convirtiéndose en el primer IVC Super-Fight Champion al derrotar a Joao Bosco en el primer Round. Buscando mantener su racha de victorias su próxima pelea fue contra Wallid Ismail, por el segundo IVC Super-Fight Championship. Al principio de la pelea Ismail derribó a de Oliveira, derrotándolo via (puñetazos) en el primer Round, finalizando su racha de diez peleas sin ser derrotado.
A pesar de la derrota contra Ismail, de Oliveira fue parte de la quinta edición de IVC, la cual fue un torneo de una noche. Enfrentándose en su primera pelea al americano, Darrel Gholar en los cuartos de final, derrotándolo por decisión pero teniéndose que retirar de su próxima pelea, que hubiera sido contra Milton Bahila, debido a una fractura en el pie que sufrió durante su anterior pelea.
Su última pelea en IVC, fue una revancha contra José Landi-Jons, por el Campeonato de pesos Livianos de IVC. Buscando implementar la misma estrategia que en la pelea anterior, de Oliveira derribó a Landi-Jon s, manteniéndolo en el piso por la mitad del combate. Luego de un controversial momento en el que el réferi hizo que los peleadores se levantaran, de Oliveira buscó el derribo nuevamente, pero Landi-Jons pudo defender dichos intentos, venciendo a de Oliveira luego de 30 minutos de lucha.

### PRIDE Fighting Championships
Después de su lucha contra Landi-Jons, de Oliveira viajó a Japón para enfrentarse a Matt Serra en PRIDE Fighting Championships, pero en un infame evento, de Oliveira sufrió quemaduras en su cuerpo, debido a un accidente pirotécnico. Dejándolo con quemaduras de tercer grado y una estadía de seis meses en el Hospital. Luego de este accidente, de Oliveira se enfrentó al futuro Campeón de la UFC, Carlos Newton, siendo derrotado via Decisión. Hay que mencionar que en esta pelea fue que de Oliveira recibió el apodo de "Samurai do Fogo", ya que entró al ring con un extintor de fuego en sus manos.
Su segunda pelea en pride fue contra el Cinta Negra de Jiu-jitsu brasileño, Antonio Schembri en Pride 14, perdiendo via Armbar y siendo su última pelea en Pride contra Daiju Takase, perdiendo por Decisión Unánime en Pride FC: The Best, Vol. 1.

### Carrera fuera de PRIDE
Después de su periodo en Pride, de Oliveira volvió a Brasil para competir en varias promociones locales. Durante este periodo viajó a Inglaterra para pelear en Cage Rage contra Mark Weir. En este periodo de Oliveira tuvo una racha de varias peleas sin salir victorioso, la cual fue marcada por una lesión ocular, pero enfrentándose a nombres como Carlos Newton, Daiju Takase, Mark Weir y Rafael dos Anjos.
A pesar de los resultados mixtos, de Oliveira siguió compitiendo en organizaciones como Jungle Fight, Shooto Brazil y Cage Rage, finalizando una carrera de más de 20 años en el año 2019.

## Vida privada
de Oliveira es también un abogado y actualmente se desempeña adiestrador de perros.

## Campeonatos y logros
| - International Vale Tudo Championship - Campeón Super-Fight and IVC 2 - World Vale Tudo Championship - Ganador de Pelea Alternativa en WVC 4 - Semifinalista World Vale Tudo Championship 4 - Mas cabezazos dados durante una pelea en la Historia de IVC (98 vs. Jose Landi-Jons en WVC 4)Video en YouTube. - Universal Vale Tudo Fighting - Ganador de la Super Lucha de Universal Vale Tudo Fighting 1 - Ganador de la Super Lucha de Universal Vale Tudo Fighting 5 - Brazilian Vale Tudo Fighting - Brazilian Vale Tudo Fighting 2 - Ganador del Torneo (1996) - Brazilian Vale Tudo Fighting 6 - Ganador del Torneo (1996) - Jungle Fight - Ganador de la Super Lucha de Jungle Fight 11 - Ganador de la Super Lucha de Jungle Fight 14 - Shooto Brasil - Ganador de la Super Lucha de Shooto Brasil 25 - Battlecade Extreme Fighting - Primer peleador de Luta Livre en pelear en los Estados Unidos. - Sao Jose Super Fight - Sao Jose Super Fight - Masters Champion (2011) - Gaisei Challenge Vale Tudo - Gaisei Challenge Vale Tudo Champion (1994) - The Best Fight Japan - The Best Fight Japan 1 Ganador (1994) - The Best Fight Japan 3 Ganador (1995) - Tatame Magazine - Ranked como número Uno en su categoría en 1998 | - Tres veces Campeón Carioca de Luta Livre Esportiva (Brasil) - Pentacampeón de la Copa Budokan de Luta Livre Esportiva (Brasil, Río de Janeiro) - Campeón de la Copa Uniao de Luta Livre Esportiva - Campeón Panamericano - Campeón de Tereré Challenge en Categoría Masters (2019) - Campeón de International Master en Categoría Senior - Campeón Carioca de Muay Thai (Río de Janeiro) - Campeón Carioca de lucha grecorromana (Río de Janeiro) |